# Nothura chacoensis
Nothura chacoensis е вид птица от семейство Тинамуви (Tinamidae).

## Разпространение
Видът е разпространен в Парагвай.